# Heinz Ludger Uhlenküken
Heinz Ludger Uhlenküken (* 25. November 1928; † 23. März 2015 in Schwerte) war ein deutscher Kommunalpolitiker (CDU), Jurist, Beigeordneter und Stadtdirektor, sowie erster Vertreter des Oberstadtdirektors in der Leitung der Stadtverwaltung der Stadt Köln (1978–1993). Während der Stellenvakanz von 1989 bis 1990 versah er das Amt des Oberstadtdirektors.

## Leben
Uhlenküken trat nach dem Studium der Rechtswissenschaften an den Universitäten in Marburg und Münster als Jurist in die Nordrhein-Westfälische Landesverwaltung ein, wo er bei den Bezirksregierungen in Arnsberg, Aachen und Düsseldorf sowie zuletzt im Innenministerium Beschäftigung fand.
Als Mitglied der CDU stand Uhlenküken 1970 bis 1976 seinem heimatlichen Ortsverband Schwerte-Mitte vor.
Am 27. Juli 1978 wählte der Kölner Stadtrat Uhlenküken in der Nachfolge des Liegenschaftsdezernenten Josef Baumann erstmals zum Stadtdirektor auf eine Wahlperiode von 12 Jahren. Seine Amtszeit begann am 1. Oktober 1978. Nach dem Abschied von Oberstadtdirektor Kurt Rossa übernahm er vom 1. Oktober 1989 bis zum 20. April 1990 auch die Leitung der Verwaltung. Zuvor war am 27. März 1990 Lothar Ruschmeier durch den Stadtrat zum neuen Oberstadtdirektor gewählt worden.
Nach erneuter Wahl (Beginn der zweiten Amtszeit am 1. Oktober 1990) zum Stadtdirektor trat Uhlenküken zum 30. November 1993 in den Ruhestand. Zu seinem Dienstbereich gehörten neben dem Bezirksamt Innenstadt und dem Vermessungs- und Katasteramt seit dem 1. April 1991 auch das Rechtsamt. In seine Dienstzeit fielen zahlreiche für die Entwicklung der Stadt wesentliche Entscheidungen, wobei er das ihm unterstehende Immobilienvermögen der Stadt unter dem Blickwinkel der Vorratspolitik betrachtete. So erfolgte unter Uhlenkükens Leitung der Ankauf des ehemaligen Güterbahnhofes Gereon, auf dem ab Ende der 1980er Jahre der Mediapark angelegt wurde.
Er war Mitglied der katholischen Studentenverbindungen KStV Germania Münster und KStV Thuringia Marburg, beide im KV.